# Christoph Pfingsten
Christoph Pfingsten, nascido a 20 de novembro de 1987 em Potsdam, é um ciclista alemão, que compartilha o ciclo-cross e a estrada. Corre para a equipa Bora-Hansgrohe.

## Biografia
Em 2003 converteu-se em campeão da Alemanha de ciclo-cross em categoria cadetes. Ao ano seguinte obteve a medalha de bronze nos Campeonatos da Europa juniors e nos campeonatos do mundo também em categoria júnior. Nesse mesmo ano foi segundo nos campeonatos nacionais júniors.
Em 2008, já em sub-23, foi segundo no campeonato do mundo sub-23. Em 2007, na disciplina em estrada, conseguiu a terceira etapa do Grande Prêmio Ciclista de Gemenc. Também terminou terceiro do Ringerike Grand Prix onde ganhou uma etapa.
Em estrada estreou como profissional com a equipa Van Vliet EBH Elshof no ano 2009.